# Rudolf Schiffl
Rudolf Schiffl (18 de agosto de 1941-8 de marzo de 2013) fue un deportista alemán que compitió para la RFA en tiro con arco, en la modalidad de arco recurvo. Ganó dos medallas de oro en el Campeonato Europeo de Tiro con Arco al Aire Libre de 1974, en las pruebas individual y por equipos.

## Palmarés internacional
| Campeonato Europeo al Aire Libre | Campeonato Europeo al Aire Libre | Campeonato Europeo al Aire Libre | Campeonato Europeo al Aire Libre |
| Año                              | Lugar                            | Medalla                          | Prueba                           |
| -------------------------------- | -------------------------------- | -------------------------------- | -------------------------------- |
| 1974                             | Zagreb (Yugoslavia)              | Medalla de oro                   | Individual                       |
| 1974                             | Zagreb (Yugoslavia)              | Medalla de oro                   | Equipo                           |